# Ludwik Zagórny-Marynowski
Ludwik Zagórny-Marynowski (ur. 1875 w Borku Fałęckim (obecnie dzielnica Krakowa), zm. 15 września 1944 w Warszawie) – polski inżynier, minister kolei żelaznych.

## Życiorys
Od ukończenia Politechniki w Wiedniu (Technische Hochschule), był związany z kolejnictwem. W 1920 pełnił funkcję dyrektora DOKP w Stanisławowie. Od 10 marca 1922 do 14 grudnia 1922 był ministrem kolei żelaznych w rządach: Antoniego Ponikowskiego (obu), Artura Śliwińskiego i Juliana Nowaka. Jako kierownik tego resortu był również od 16 grudnia 1922 do 26 maja 1923 członkiem rządu Władysława Sikorskiego. Następnie przeszedł na emeryturę.
Ludwik Zagórny-Marynowski zmarł 15 września 1944 roku Warszawie, podczas ewakuacji ludności cywilnej w trakcie powstania warszawskiego. Jego ciała nigdy nie znaleziono. Symboliczna płyta znajduje się na grobowcu rodzinnym na Cmentarzu Rakowickim w Krakowie (kwatera VIII, rząd zachodni).

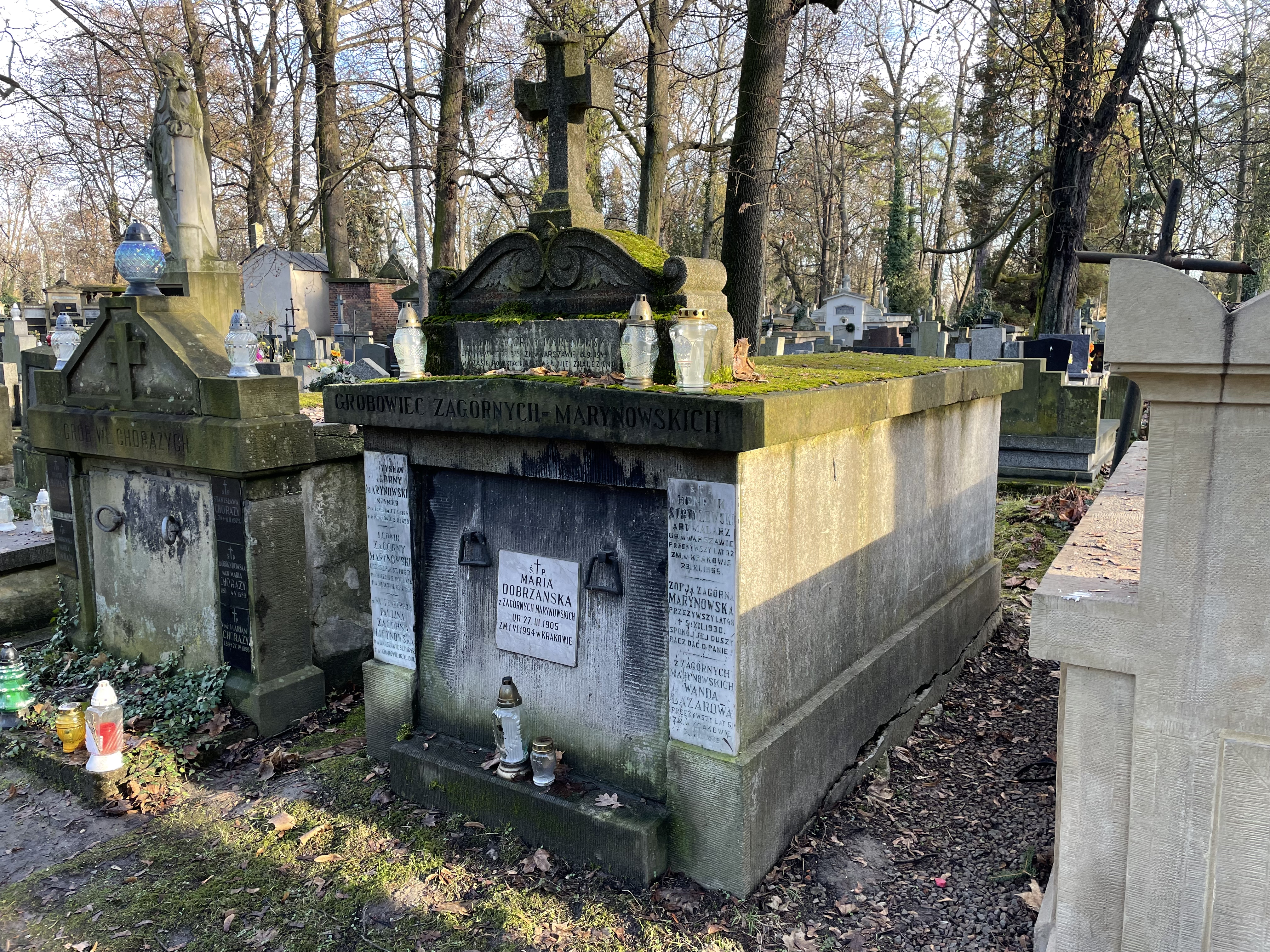
Symboliczny grób Ludwika Zagórny - Marynowskiego